# Yousuf Butt
Yousuf Butt (født 18. oktober 1989) er en fodboldspiller, der spiller for den danske klub Ishøj IF. Han har tidligere spillet for bl.a. 1. divisionsklubben Brønshøj. Yousuf Butt spiller målmand.

## Klubkarriere

### HIK
Yousuf kom i HIK's trup, da han var 16 år og fik debut som 17-årig.

### Skjold
Han tog derefter til Boldklubben Skjold, hvor han spillede samtlige kampe for dem i 2010.

### Skjold Birkerød
Han skiftede derefter til en anden 2. divisionsklub, Skjold Birkerød

### BGA
Han tog så turen til BGA, hvor han hurtigt bed sig fast og senere blev anfører for klubben.

### Brønshøj Boldklub
Han har nu taget turen til 1. divisionsklubben Brønshøj, hvor han i første omgang er tiltænkt en rolle som reserve for holdets normale førstekeeper Nicklas Dannevang

## Landsholdskarriere
Yousuf Butt har bidt sig fast, som Pakistans førstemålmand. Butt er flere gange blevet kåret til kampens spiller, og er blevet kaldt en af de bedste keepere i Syd-Asien, hvor hans målmandsevner har givet ham øgenavnet "Muren" fra fansene i Syd-Asien